# 1855 ve fotografii
Tento článek obsahuje významné fotografické události v roce 1855.

## Události

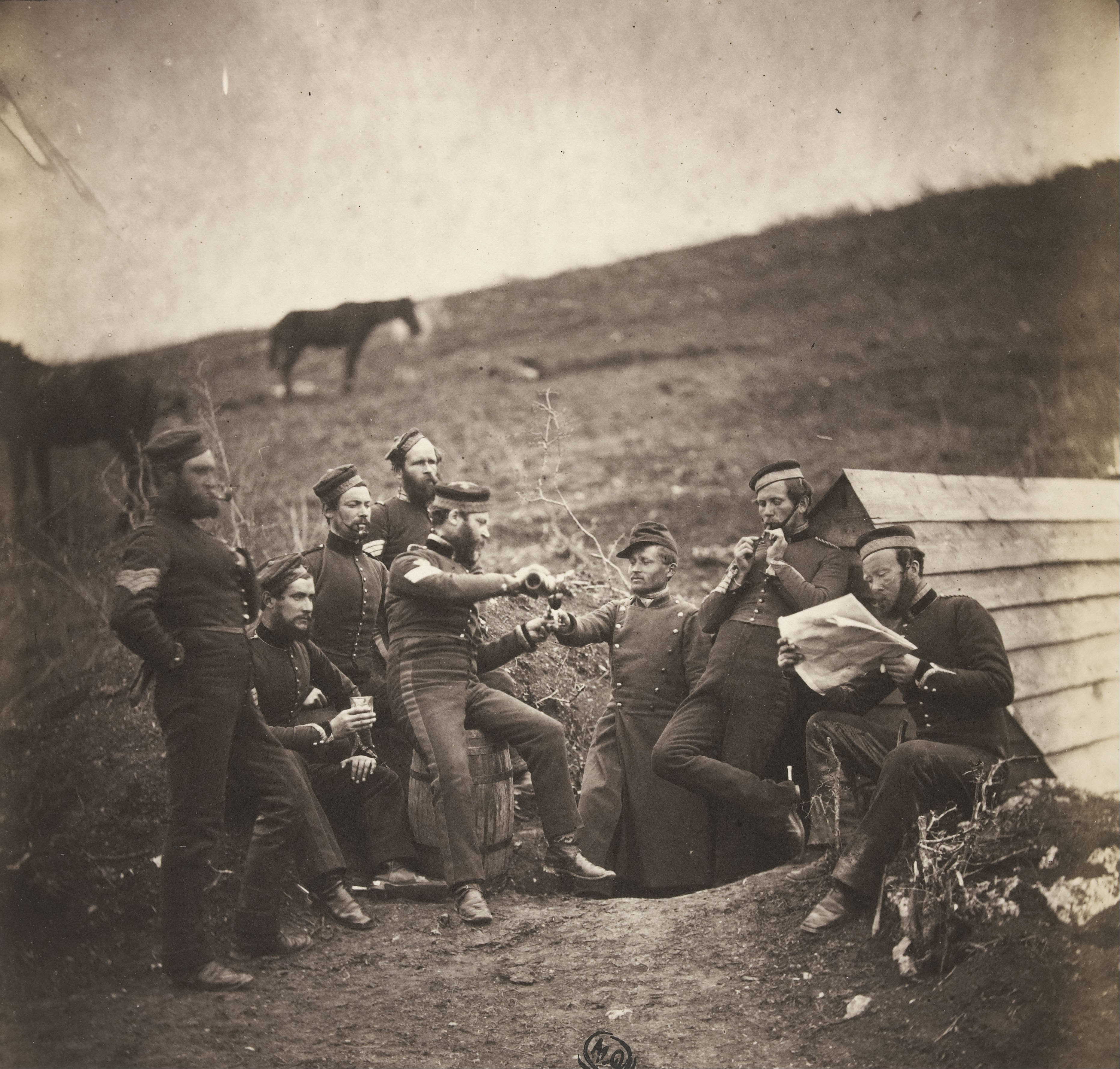
Roger Fenton pořídil fotografii Srdečná dohoda

- Dne 23. dubna během Krymské války Roger Fenton pořídil fotografii Údolí stínu smrti, která se stala jednou z nejznámějších válečných fotografií
- 2. května – M. Gannier patentoval kolorování fotografií.[1]
- 23. května – M. Janin patentoval zařízení k naklánění objektivu pro portrétní fotografii.[1]

- Roger Fenton pořídil fotografii Srdečná dohoda

## Narození v roce 1855
- 8. ledna – Rudolf Liehmann, český varhaník, houslista, dirigent, fotograf, ředitel školy a hudební pedagog dlouhodobě působící v Litvě († 14. února 1904)
- 19. ledna – Thomas Andrew, novozélandský fotograf († 7. srpna 1939)
- 16. března – Josef Maria Eder, rakouský chemik a fotograf († 18. října 1944)
- 8. května – Frank G. Carpenter, americký novinář, cestovatel, fotograf a lektor († 18. června 1924)
- 14. května – Emily Florence Cazneau, novozélandská umělkyně a profesionálním fotografka († 24. března 1892)
- 8. září – William Friese-Greene, britský fotograf, vynálezce a filmový režisér († 1921)
- 9. září – Secondo Pia, italský právník a amatérský fotograf († 7. září 1941)
- 2. října – Arthur Menell, německý knihkupec, spisovatel, malíř a fotograf († 1. dubna 1941)
- ? – Inga Brederová, aktivní amatérská norská fotografka a členka klubu Oslo Kamera Klubb († 28. prosince 1933)
- ? – Ludwig Grillich, rakouský fotograf († 21. května 1926)
- ? – Levin Corbin Handy, americký fotograf († 26. března 1932)
- ? – August Schuffert, finský fotograf († 1936)
- ? – Anastasios Gaziadis, řecký fotograf († 1931)

## Úmrtí v roce 1855
- 26. března – Fortuné Joseph Petiot-Groffier, francouzský podnikatel a fotograf (* 16. září 1788)